# Pavarolo
Pavarolo là một đô thị ở tỉnh Torino trong vùng Piedmont, có vị trí cách khoảng 10 km về phía đông của Torino, nước Ý. Tại thời điểm ngày 31 tháng 12 năm 2004, đô thị này có dân số 932 người và diện tích là 4,4 km².
Pavarolo giáp các đô thị: Gassino Torinese, Castiglione Torinese, Baldissero Torinese, Montaldo Torinese, và Chieri.